# Idrottsparken (Sundsvall)
El Sundsvalls Idrottsparken, también llamado NP3 Arena por razones de patrocinio, anteriormente Norrporten Arena, es un estadio de usos múltiples ubicado en la ciudad de Sundsvall, Suecia. Fue inaugurado en 1903 y posee actualmente una capacidad para 7.700 espectadores. Es utilizado por el club de fútbol GIF Sundsvall de la Allsvenskan, la máxima categoría del fútbol profesional, y por el cuadro femenino del Sundsvalls DFF de la Damallsvenskan.

## Historia
El estadio actual fue construido entre 2001 y 2002, y se le dotó de modernos equipamientos, como la calefacción bajo el césped que hace que el terreno sea operable desde primavera. El nuevo recinto fue inaugurado el 9 de junio de 2002 por el rey Carlos XVI Gustavo de Suecia, y es la instalación deportiva más grande de Norrland.
Inicialmente, el estadio se llamaba simplemente Sundsvalls Idrottspark y no pasó a llamarse Norrporten Arena hasta enero de 2006, cuando la empresa inmobiliaria Norrporten compró los derechos de nombre. Al final de la temporada 2016, una vez expiró el contrato de patrocinio con Norrporten, el estadio volvió a llamarse simplemente Idrottsparken.
El récord de asistencia al estadio se remonta al 15 de octubre de 1961, cuando 16.507 espectadores asistieron al encuentro entre GIF Sundsvall y Högadals IS (2-4), partido válido para la fase de clasificación para la siguiente Allsvenskan.

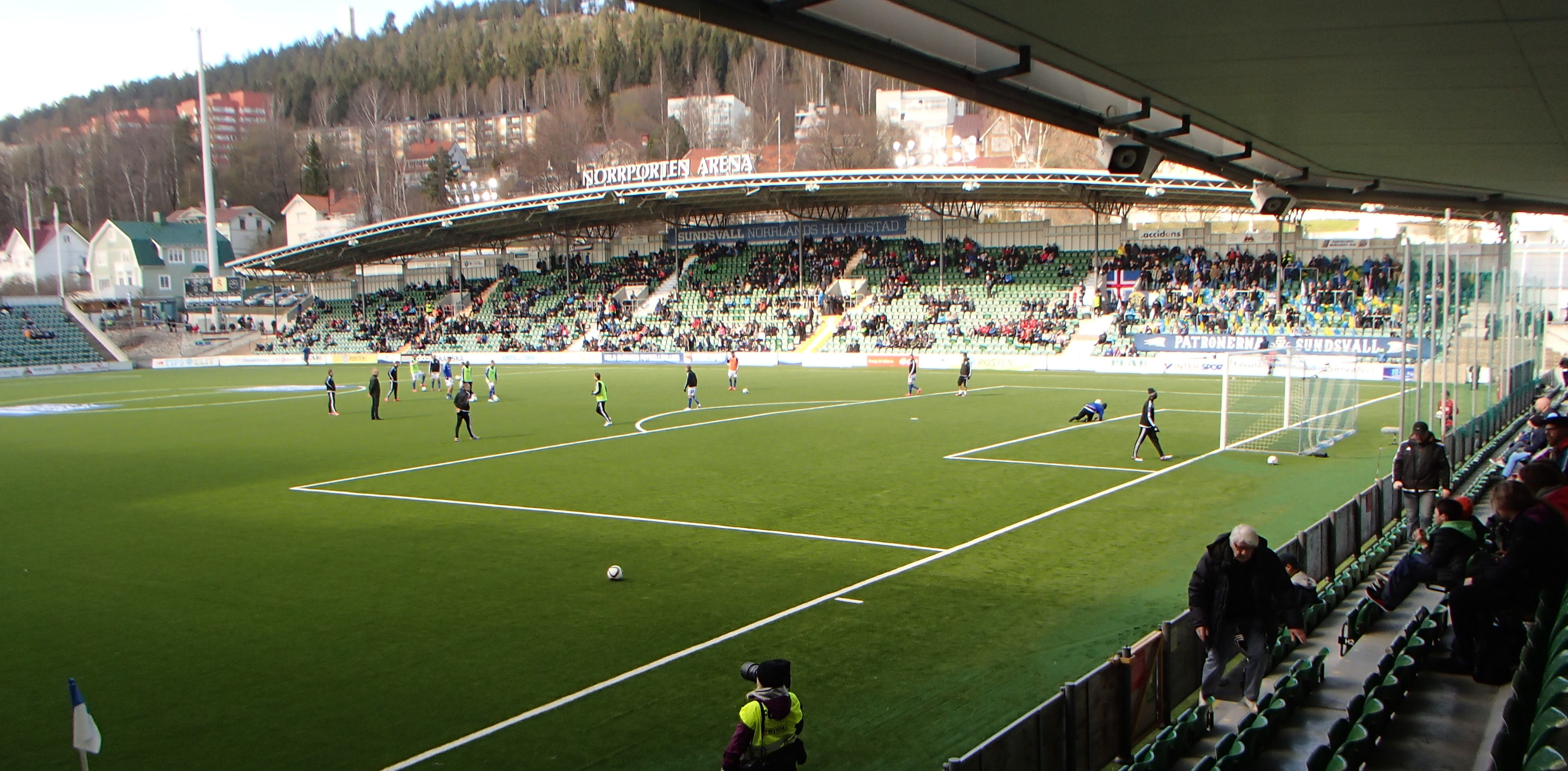
Panorámica del estadio.